# Grafistas Associados do Rio Grande do Sul
A GRAFAR - Grafistas Associados do Rio Grande do Sul é uma associação de artistas gráficos criada na década de 1980 no estado do Rio Grande do Sul, cuja história funde-se com a própria história do grafismo naquele estado e, dessa forma, com a própria história brasileira nessa área.
Embora o cartoon, a charge e as histórias em quadrinhos sejam, talvez, as técnicas mais difundidas nas atividades do grupo, a GRAFAR contempla artistas plásticos vinculados à qualquer expressão artística gráfica, reunindo profissionais e amadores de diversas áreas do grafismo no estado.
Desde sua criação, a GRAFAR tem sido um ponto de encontro entre artistas novatos e profissionais, entre mestres consagrados no Brasil e no exterior e profissionais em ascensão, além de proporcionar uma interface para a produção de eventos e publicações entre esses artistas e os produtores de arte brasileiros, sobretudo gaúchos.

## Objetivos
A GRAFAR tem por objetivo a transmissão e aperfeiçoamento do conhecimento, através da integração das sucessivas gerações de grafistas, promovendo reuniões, oficinas, cursos, palestras, exposições, publicações etc., de forma a aprimorar a formação e estimular a circulação da informação de interesse das diversas aplicações do grafismo.

### Funções
- Colaborar na formação do grafista, através da permanente troca de ideias, bem como da transmissão organizada do conhecimento específico via cursos, palestras, oficinas e publicações.
- Debater e propor ações que estimulem o crescimento profissional dos grafistas em todos os aspectos: culturais, legais, econômicos, etc.
- Propôr, estimular e colaborar na criação de instituições, eventos e equipamentos que garantam ao conjunto da sociedade, o acesso e usufruto permanente do trabalho dos grafistas.

### Público alvo
- Todos aqueles que fazem, gostariam de fazer, apreciam ou consomem humor gráfico, o cartoon, a charge, as histórias em quadrinho, a caricatura, o desenho de humor, a ilustração em geral, o desenho animado e demais formas de aplicação do grafismo.
- Também os responsáveis, em qualquer nível, pelas políticas culturais e de financiamento da cultura, pública ou privada, ou que controlam segmentos afins da mídia.

### Motivações
Uma das principais motivações para a criação da  GRAFAR foi a consciência, por parte da geração de grafistas que aflorou profissionalmente em meados dos anos 1970, da desconexão entre essa geração, os profissionais das gerações anteriores e os novatos que se revelavam incessantemente, como se cada "leva" de grafistas tivesse que começar do zero, desperdiçando todo o conhecimento acumulado. Era necessária uma correia de transmissão que ligasse esses segmentos, função que a GRAFAR passou a desempenhar. E essa "condição determinante" ainda continua presente: ainda hoje, a GRAFAR prossegue integrando dezenas de iniciantes às gerações precedentes.

## Cronologia
- 1988 - Agosto - Organização e participação da exposição de desenhos de humor "São Miguel à Moda Miguelão - os 300 Anos das Missões segundo os Cartunistas", realizada no Museu de Comunicação Social Hipólito José da Costa, em Porto Alegre (RS).
- 1989 - Maio - Participação da exposição de desenhos de humor "São Miguel à Moda Miguelão - os 300 anos das Missões segundo os Cartunistas", promovida  pelo Centro de Cultura Missioneira, de 11 a 30 de maio, em Santo Ângelo (RS]).
- 1993 - Junho / Agosto - Realização, em conjunto com a Prefeitura Municipal de Porto Alegre e Secretaria Municipal da Cultura (SMC), e participação do II Salão Internacional de Desenho para Imprensa, ocorrido de 17 de junho a 2 de agosto, na Usina do Gasômetro, em Porto Alegre (RS).
- 1996 - Março - Organização, a convite da Coordenação de Artes Plásticas da Secretaria Municipal da Cultura, e participação da mostra de artistas gráficos gaúchos - PORTUÑOL - no 1º Porto Alegre em Buenos Aires, de 5 de março a 24 de março, no Centro Cultural Recoleta, em Buenos Aires (Argentina).
- 1996 - Dezembro / Janeiro 1997 - Organização e participação da exposição de desenhos de humor sobre massas "Agitando a Massa", realizada de 2 de dezembro de 1996 a 15 de janeiro de 1997, no Espaço de Arte Jorge Albuquerque, em Porto Alegre (RS).
- 1998 - Junho - Organização e participação da exposição "É Ripa na Chulipa", mostra de cartuns sobre futebol, de 10 de junho a 12 de julho, no Museu do Trabalho, em Porto Alegre (RS).
- 1999 - Março / Abril - Organização e participação da exposição de desenhos de humor sobre sexo  e gastronomia "Comer & Comer", realizada de 15 de março a 15 de abril,  no Espaço de Arte Jorge Albuquerque, em Porto Alegre (RS).
- 2000 - Março/Abril - Realização, em conjunto com a Secretaria de Cultura do Estado do Rio Grande do Sul (SMC), e participação da exposição de desenhos de humor  "Humores  nunca dantes navegados - O Descobrimento segundo os Cartunistas do Sul do Brasil", de 15 de março a 9 de abril no Theatro São Pedro, em Porto Alegre (RS).
- 2000 - Outubro / Novembro - Realização, conjuntamente com Cultura Francesa & Cultura Espanhola e Prefeitura Municipal de Porto Alegre, e participação da  exposição de desenhos de humor  "O Essencial é (In)visível para os Olhos", de 17 de outubro a 19 de novembro, na Usina do Gasômetro, em homenagem ao centenário de nascimento de Saint-Exupéry, em Porto Alegre (RS).
- 2001 - Realização, em conjunto com a Prefeitura Municipal de Porto Alegre, SMC e governo do RS, através da Secretaria de Estado da Cultura - SEDAC, e participação da exposição de desenhos de humor  "Davos, tô Fórum", na Casa de Cultura Mário Quintana (Sala Xico Stockinger), de 24 de janeiro a 25 de fevereiro, durante o I Fórum Social Mundial, em Porto Alegre,  (RS).
- 2001 - Março / Abril - Realização, em conjunto com a Prefeitura Municipal de Porto Alegre e SMC (através de seu Setor de Mostras e Exposições da Coordenação de Artes Plásticas), e participação do IX Salão Internacional de Desenho para Imprensa, de 22 de março a 22 de abril na Usina do Gasômetro, em Porto Alegre (RS).
- 2001 - Julho - Realização, em conjunto com a Cia. Riograndense de Saneamento (CORSAN) e Secretaria de Estado da Cultura do Rio Grande do Sul, e participação da  exposição de desenhos de humor  "O Brasil Entrando pelo Cano", a partir de 12 de julho, no saguão da Casa de Cultura Mario Quintana, em  Porto Alegre (RS).
- 2001 - Novembro - Lançamento do livro Davos, tô Fórum, o Cartum no I Fórum Social Mundial em conjunto com o governo do estado, através da Secretaria de Estado da Cultura - SEDAC, no Café Passárgada, durante a  realização da 47ª Feira do Livro de Porto Alegre, em Porto Alegre (RS).
- 2002 - Fevereiro - Realização, em conjunto com a Prefeitura Municipal de Porto Alegre, SMC e governo do estado, através da Secretaria de Estado da Cultura (SEDAC), e participação da exposição de desenhos de humor  "O Fórum é mais embaixo", no saguão da PUC, durante o II Fórum Social Mundial, em Porto Alegre (RS).
- 2002 - Realização, em conjunto com a Prefeitura Municipal de Porto Alegre e SMC (através de seu Setor de Mostras e Exposições da Coordenação de Artes Plásticas), e participação do X Salão Internacional de Desenho para Imprensa, ocorrido na Usina do Gasômetro, em Porto Alegre (RS).
- 2003 - Junho / Julho - Realização, em conjunto com a Prefeitura Municipal de Porto Alegre e SMC (através de seu Setor de Mostras e Exposições da Coordenação de Artes Plásticas), e participação do XI Salão Internacional de Desenho para Imprensa, de 17 de junho a 27 de julho, na Usina do Gasômetro, em Porto Alegre (RS).
- 2003 - Novembro - Participação do 1º Cartucho - Encontro dos Cartunistas Gaúchos, realizado pelo Grupo de Risco nos dias 21, 22 e 23 de novembro, em Santa Maria (RS).
- 2004 - Janeiro -  Exposição de 56 cartuns das edições dos Fóruns Sociais Mundiais de 2002 e 2003 em conjunto com a Prefeitura Municipal de Porto Alegre e SMC (através de seu  Setor de Mostras e Exposições da Coordenação de Artes Plásticas), de 14 de janeiro a 31 de janeiro, na Usina do Gasômetro, em Porto Alegre (RS).
- 2004 - Fevereiro -  Participação, em conjunto com o Departamento de Relações Internacionais da Prefeitura Municipal de Porto Alegre, do Encontro Internacional pela Paz e contra a Guerra, com a exposição coletiva  de 38 desenhos de humor "Sem Trégua - Cartunista contra a Guerra", de 11 a 13 de fevereiro, na PUC, em Porto Alegre (RS).
- 2004 - Março - A GRAFAR é agraciada, na figura do seu presidente Leandro Bierhals Bezerra, em 25 de março, com a Medalha Cidade de Porto Alegre, no Centro Municipal de Cultura, emPorto Alegre (RS).
- 2004 - Março / Abril - Realização, em conjunto com a Prefeitura Municipal de Porto Alegre e SMC (através de seu Setor de Mostras e Exposições da Coordenação de Artes Plásticas), da exposição de charges "Humor a dar com Pau - Charge Gaúcha X Ditadura", inaugurada em 30 de março e marcando os 40 anos do Golpe Militar de 64, na Usina do Gasômetro, em Porto Alegre (RS).
- 2004 - Abril - Realização, em conjunto com a Casa do Brasil e Nord Süd Forum em Munique, e participação da exposição coletiva de desenhos de humor "Die Cartoons des Weltsozialforums", que reuniu  89 cartuns das edições dos Fóruns Sociais Mundiais de 2001, 2002 e 2003 em  Porto Alegre, de 1º a 30 de abril,  na  Eine WeltHaus, em Munique (Alemanha).
- 2004 - Abril / Maio - Participação e realização, em conjunto com a Associação Gaúcha de Proteção ao Ambiente Natural (AGAPAN), das comemorações do trigésimo terceiro aniversário desta entidade, da exposição coletiva com 29 desenhos de humor "Água - Consciência Gota a Gota", de 27 de abril a 6 de maio, na Assembleia Legislativa do Rio Grande do Sul, em Porto Alegre (RS).
- 2004 - Participação, em conjunto com o Instituto Brasileiro do Meio-Ambiente (IBAMA), das comemorações do décimo quinto aniversário desta entidade, com a exposição coletiva de 46 desenhos de humor "Natureza em Risco", de 29 de abril a 20 de maio, no Praia de Belas Shopping, em Porto Alegre (RS).
- 2004 - Maio / Junho -  Realização, em conjunto com a Prefeitura Municipal de Porto Alegre e SMC (através de seu Setor de Mostras e Exposições da Coordenação de Artes Plásticas), e participação do XII Salão Internacional de Desenho para Imprensa, de 20 de maio a 30 de junho, na Usina do Gasômetro, em Porto Alegre (RS).
- 2004 - Participação, em conjunto com o Sindicato dos Jornalistas do RS, Prefeitura Municipal de Porto Alegre e SMC (através de seu Setor de Mostras e Exposições da Coordenação de Artes Plásticas), do XII Salão Internacional de Desenho para Imprensa com a exposição coletiva de 61 desenhos de humor "Sem Trégua - Cartunista contra a Guerra", de 20 de maio a 4 de junho, na Usina do Gasômetro, em Porto Alegre (RS).
- 2004 - Participação, em conjunto com a Secretaria de Cultura e Turismo de Uruguaiana (SECULT), das comemorações da Semana de Uruguaiana, com a exposição coletiva de desenhos de humor "3 em 1 - Os Três Fóruns Sociais Mundiais Segundo os Cartunistas", de 22 de maio a 6 de junho, na Sede da Sociedade Italiana, em Uruguaiana, (RS).
- 2004 - Junho - Participação, em conjunto com o gabinete do deputado estadual Frei Sérgio Görgen, das comemorações do vigésimo aniversário do Movimento dos Trabalhadores Rurais Sem Terra (MST), da produção da exposição coletiva com 39 desenhos de humor "Pé na Terra - A luta do MST segundo os Cartunistas", de 21 de junho a 25 de junho, na Assembleia Legislativa, em Porto Alegre (RS).
- 2004 - Novembro - Participação do 2º Cartucho - Encontro dos Cartunistas Gaúchos realizado pelo Grupo de Risco, nos dias 26, 27 e 28 de novembro, em Santa Maria (RS).
- 2005 - Janeiro - Participação do 1º Espraiar do Cartum Gaúcho, realizado pelo Vagão do Humor, nos dias 21, 22 e 23 de janeiro, na Praia do Cassino, em Rio Grande (RS).
- 2006 - Junho - "Futebol! Brasilianische Cartoonisten zeichnen den Fußball" - Exposição de cartuns da Grafar sobre futebol durante a Copa do Mundo na Alemanha. Café Freiraum e.V. Artcultur, Pestalozzistr. 8, Munique, Alemanha.
- 2015 - Abril - Edição de Risco 2 (336 págs, 2014, Ed. Tinta China e Rio das Letras,)

## Publicações associadas (patrocinadas ou organizadas)
A lista (parcial) das publicações da associação é composta por Tinta China, revista Dundum e Edição de Risco (livro).

## Integrantes
Existem 110 integrantes listados na lista de discussão do grupo, entre eles:
- Alisson Ortiz Affonso
- Alecsander Alves
- Ane Witt
- Augusto Franke Bier (Bier)
- Augusto Paim
- Azeitona
- Bandati
- Bira Dantas
- Byrata
- Cado
- Celso Schroder (Schroder)
- Cláudia Borba (Pomba Suicida)
- Claudo Levitan
- Cassius Winck Medina
- Douglas
- Carlos Ferreira
- Davi Kny
- Edgar Vasques
- Eloar Guazzelli
- Eugênio de Faria Neves
- Eduardo Simch (Simch)
- Fabio Zimbres
- Gelson Mallorca
- Geraldo Fernandes
- Gilmar Fraga (Fraga)
- James Görgen
- Jean Pico
- Joel Almeida
- Jô
- Joaquim Fonseca
- Koostella
- Leandro Bierhals (Hals)
- Leandro Malósi Dóro
- Leonardo Ramos
- Libório
- Lidia Brancher
- Luciano Kayser Vargas (Kayser)
- Marco Vieira
- maumau
- Maurício Peixoto Zamprogna(ício)
- Max Ziemer
- Moacir Guterres (Moa)
- Neltair Rebés Abreu (Santiago)
- Pedro Alice
- Rafael Correa
- Rafael Sica
- Ricardo Irigoyen Bolsoni
- Ricardo Silva
- Rodnério Rosa (Rodi)
- Rodrigo Rosa
- Rogério Machado
- Ronaldo Cunha Dias (Ronaldo)
- São Bento
- Schariza
- Tatiana Tesch
- Fernando Jorge Uberti (Uberti)
- Valderez
- Villanova
- Vilson Ayala
- Wagner Passos